# ケープヴェルディステークス
ケープヴェルディステークス（Cape Verdi Stakes）とはドバイレーシングクラブがメイダン競馬場の芝1600mで施行する競馬の国際競走である。ケープヴァーディステークスと表記される場合もある。

## 概要
競走名の由来は1998年のカルティエ賞最優秀3歳牝馬を受賞したケープヴェルディから。
ドバイレーシングカーニバルに指定されている。
2009年には、日本中央競馬会所属馬のブラックエンブレムが出走を予定していたが、レース直前に鼻出血を発症し、診断後の20日間はレースに出走できない規定により出走が不可能になり出走を断念している。

## 歴史
- 2004年 - 創設。
- 2005年 - リベラが優勝し、UAE調教馬以外の外国馬が初勝利。
- 2009年 - G3に昇格。
- 2011年 - G2に昇格。

## 歴代優勝馬
※馬齢表記は北半球の基準で表記。
| 回     | 施行日        | 調教国・優勝馬     | 日本語読み           | 性齢 | タイム  | 優勝騎手       | 管理調教師               |
| ------ | ------------- | ------------------ | -------------------- | ---- | ------- | -------------- | ------------------------ |
| 第1回  | 2004年2月19日 | Festive Style      | フェスティヴスタイル | 牝3  | 1:36.84 | R.ムーア       | S.シーマー               |
| 第2回  | 2005年2月3日  | Ribella            | リベラ               | 牝6  | 1:37.30 | H.カラタシュ   | H.ギュネシュ             |
| 第3回  | 2006年2月9日  | Clinet             | クリネット           | 牝4  | 1:37.48 | E.アハーン     | J.ヒルズ                 |
| 第4回  | 2007年2月8日  | Sanaya             | サナヤ               | 牝4  | 1:38.56 | C.スミヨン     | A.ド・ロワイエ＝デュプレ |
| 第5回  | 2008年2月7日  | Sun Classique      | サンクラシーク       | 牝5  | 1:40.05 | K.シーア       | M.デ・コック             |
| 第6回  | 2009年2月5日  | Deem               | ディーム             | 牝4  | 1:38.97 | F.ハラ         | J.バートン               |
| 第7回  | 2010年2月5日  | Soneva             | ソネヴァ             | 牝4  | 1:38.40 | C.スミヨン     | M.ボッティ               |
| 第8回  | 2011年1月20日 | Aspectoflove       | アスペクトオブラヴ   | 牝5  | 1:36.52 | L.デットーリ   | S.ビン・スルール         |
| 第9回  | 2012年1月20日 | First City         | ファーストシティー   | 牝6  | 1:38.33 | R.フレンチ     | A.アル・ライヒ           |
| 第10回 | 2013年1月25日 | Sajjhaa            | サッジャー           | 牝6  | 1:36:68 | S.デ・ソウザ   | S.ビン・スルール         |
| 第11回 | 2014年1月30日 | Certify            | サーティファイ       | 牝4  | 1:36.09 | M.バルザローナ | C.アップルビー           |
| 第12回 | 2015年1月29日 | Cladocera          | クラドセラ           | 牝4  | 1:37.22 | C.スミヨン     | A.ド・ロワイエ＝デュプレ |
| 第13回 | 2016年2月4日  | Very Special       | ベリースペシャル     | 牝4  | 1:37.88 | J.ドイル       | S.ビン・スルール         |
| 第14回 | 2017年1月26日 | Very Special       | ベリースペシャル     | 牝5  | 1:37.21 | J.クローリー   | S.ビン・スルール         |
| 第15回 | 2018年1月25日 | Promising Run      | プロミッシングラン   | 牝5  | 1:36.56 | P.コスグレイヴ | S.ビン・スルール         |
| 第16回 | 2019年1月17日 | Poetic Charm       | ポエティックチャーム | 牝4  | 1:36.46 | J.ドイル       | C.アップルビー           |
| 第17回 | 2020年1月16日 | Magic Lily         | マジックリリー       | 牝5  | 1:34.84 | J.ドイル       | C.アップルビー           |
| 第18回 | 2021年1月28日 | Althiqa            | アルシカ             | 牝4  | 1:35.08 | J.ドイル       | C.アップルビー           |
| 第19回 | 2022年1月14日 | Pevensey Bay       | ペヴンシーベイ       | 牝6  | 1:36.13 | O.ペリエ       | 清水裕夫                 |
| 第20回 | 2023年2月3日  | With The Moonlight | ウィズザムーンライト | 牝4  | 1:34.92 | W.ビュイック   | C.アップルビー           |
| 第21回 | 2024年1月19日 | Silver Lady        | シルヴァーレディ     | 牝4  | 1:34.57 | M.バルザローナ | C.アップルビー           |
| 第22回 | 2025年1月17日 | Choisya            | ショワジャ           | 牝5  | 1:40.97 | M.バルザローナ | S & E.クリスフォード     |